# Сильвестр I
Сильвестр I (лат. Sylvester; 31 грудня 335, Рим, Римська імперія), також знаний як Святий Сильвестр — тридцять третій папа Римський з 31 січня 314 року по 31 грудня 335 рік. Відомо, що народився у Римі, його батько звався Руфін.

## Понтифікат
Легенда про Костянтинів дар (можливо VIII століття) пов'язує діяльність Сильвестра з наверненням імператора Костянтина в християнство: Костянтин був язичником і проводив у Римі гоніння на християн, однак, захворів на проказу. Імператор знаходить Сильвестра, який охрестив його і хворий зцілюється. Пізніше в цю легенду було додано таке: як подяку імператор вводить привілеї для християн, будує церкви, оголошує римського єпископа главою духовенства, а потім передає Сильвестру і його наступникам владу над західною половиною Римської імперії. У розширеному вигляді легенда набула поширення у латинському, грецькому та інших викладах.
Сильвестр був похований поруч з мучениками в Катакомбах Прісцилли, його останки були перенесені при Павлі I у 762 році у римську церкву Сан-Сильвестро-ін-Капіте.
Під час його понтифікату відбулись:
- Арльський собор, на якому засуджено єресь донатистів.
- Перший Нікейський собор, на якому засуджено єресь Арія.
- Будує першу церкву над могилою апостола Петра у Римі, майбутній Собор Святого Петра.

## Мистецтво
В образотворчому мистецтві Сильвестр зображається з книгою і тіарою, які йому передає Костянтин, а також у сценах хрещення Костянтина, на хресті в честь Олени, матері Костянтина. Найбільш відомий цикл фресок XIII століття, присвячений Сильвестру I та історії «Костянтинового дару», знаходиться у каплиці Сан-Сильвестро римської церкви Санті Куаттро Коронаті.
Його ім'ям названо лицарський орден Святого Сильвестра. Помер у Римі 31 грудня 335 року та похований у Катакомбах Присцілли біля Соляної дороги. Його пам'ять відзначається Католицькою церквою 31 грудня і 2 січня Православною церквою.

## Патрон
- Португалія: Лозан